# Ostrówek (Kalisz)
Pour les articles homonymes, voir Ostrówek.
Ostrówek est une localité polonaise de la gmina de Stawiszyn, située dans le powiat de Kalisz en voïvodie de Grande-Pologne.